# Graptopetalum macdougallii
Graptopetalum macdougallii, vrsta sukulentne biljke iz meksičke države Oaxaca

## o uzgoju
- Preporučena temperatura:  Noć: 9-11°C
- Tolerancija vručine:  podnosi samo jutarnje sunce
- Minimalna temperatura:  10°C
- Izloženost suncu:  mora biti u sjeni
- Porijeklo:  Meksiko

## Vanjske poveznice
|  | Zajednički poslužitelj ima stranicu o temi Graptopetalum macdougallii    |
|  | Zajednički poslužitelj ima još gradiva o temi Graptopetalum macdougallii |